# Sauvetage du Gremlin Special
Le 13 mai 1945, un Douglas C-47 Skytrain de l'US Army Air Force surnommé « Gremlin Special / Guinea Gopher »  s'est écrasé lors d'un vol touristique au-dessus de la vallée de Shangri-La en Nouvelle-Guinée, dans la partie orientale des Indes néerlandaises, faisant 22 morts.
Le sauvetage des trois survivants dans une vallée isolée, entourée de montagnes, de troupes ennemies et d'habitants indigènes, a fait la une de l'actualité mondiale à l'époque et fait l'objet en 2011 du livre Les Disparus de Shangri-La (titre original : Lost in Shangri-La) de Mitchell Zuckoff.

## Accident
Le Douglas C-47 s'est écrasé sur le flanc d'une montagne lors d'une mission enregistrée comme entraînement à la navigation. Parmi les 19 passagers et 5 membres d'équipage, cinq passagers survécurent à l'accident : le sergent Laura Besley et le soldat Eleanor Hanna, qui succombèrent à leurs blessures le lendemain, le caporal Margaret Hastings, le sergent Kenneth Decker et le lieutenant John McCollom.

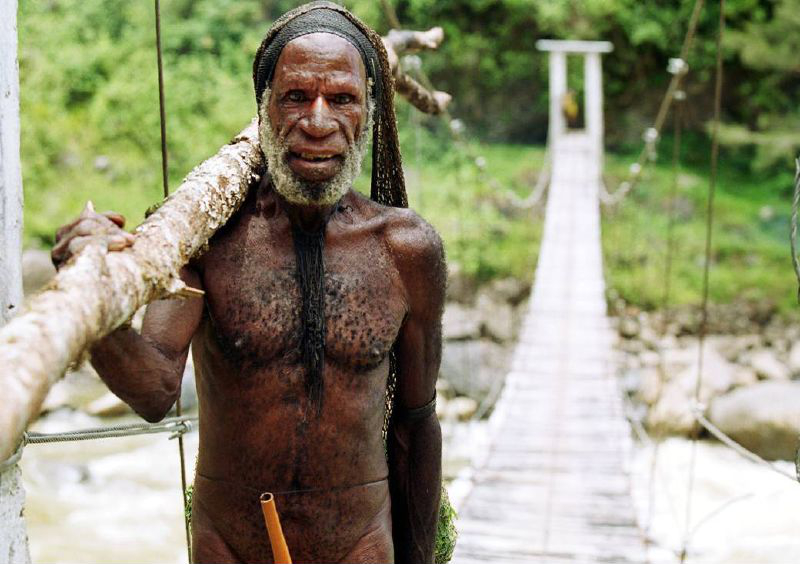
Un homme de la tribu Dani

La vallée de Baliem a été explorée en 1938 par Richard Archbold, à bord d'un PBY-2. Archbold avait envoyé deux équipes d'exploration dans la vallée en 1938. À l'époque, la presse avait faussement rapporté que les survivants du crash du Gremlin Special étaient les premiers étrangers à avoir rencontré les Dani qui habitaient la région.

## Sauvetage

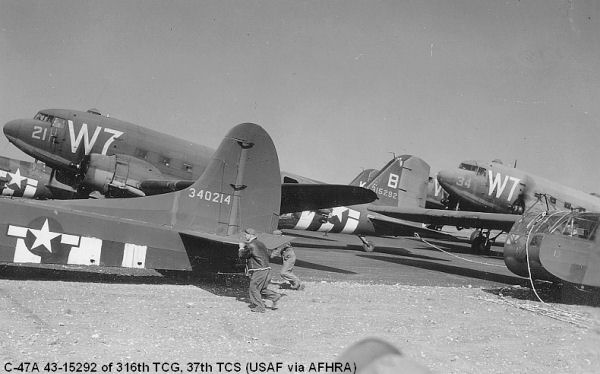
Exemples de C-47 équipés de planeurs Waco CG-4 en Angleterre.

Des avions de recherche furent envoyés après que le Gremlin Special eut disparu. Trois survivants furent repérés au sol lors d'une recherche aérienne le 17 mai 1945, des vivres et une radio leur furent largués. 
Deux parachutistes médicaux furent parachutés pour venir en aide aux survivants, ainsi que huit autres soldats à quelques kilomètres pour aménager une piste d'atterrissage. 
Un journaliste, Alexander Cann (en), fut également parachuté sur le site pour documenter la tentative de sauvetage et les interactions avec les autochtones.
Le 28 juin, un sauvetage aérien fut effectué à l'aide de planeurs Waco CG-4 remorqués par le C-47 « Leaking Louise ». Trois opérations distinctes furent nécessaires. À chaque fois, un planeur avec un seul pilote était remorqué jusque dans la vallée où il atterrissait. Le planeur était ensuite chargé et configuré pour pouvoir être ramassé au vol et remorqué par le Douglas C-47 Skytrain jusqu'à une base à Hollandia. Le premier planeur fut endommagé lors de la première tentative, un second Waco CG-4 fut utilisé pour les deux autres sauvetages, permettant de récupérer les trois survivants, au bout de 47 jours. 